# Bracon fumarius
Bracon fumarius är en stekelart som beskrevs av Szepligeti 1901. Bracon fumarius ingår i släktet Bracon och familjen bracksteklar. Inga underarter finns listade.